# Park Duchacki
Park Duchacki – park miejski w Krakowie, znajdujący się w Dzielnicy XI Podgórze Duchackie na Woli Duchackiej między ulicami: Estońską (na zachodzie), Macedońską (na wschodzie), Konstantego Laszczki (na południu) i Malborską (na północy). Powierzchnia parku wynosi 2,84 ha.

## Historia
Współczesny Park Duchacki wywodzi się z parku krajobrazowego w zespole dworskim powstałym na początku XIX wieku. Zespół dworski powstał wskutek przekształcenia pochodzącego z XV wieku folwarku klasztornego zakonu Duchaków. Z XIX-wiecznego parku dworskiego pochodzą m.in. istniejące do dzisiaj stawy.
Starania o pozyskanie terenów, na których znajduje się park, na rzecz gminy trwały co najmniej od lat 2000. Nieruchomości te miasto pozyskało ostatecznie w grudniu 2012 roku na wniosek Rady Dzielnicy XI Podgórze Duchackie, Stowarzyszenia Przyjaciół Woli Duchackiej i Towarzystwa Miłośników Historii i Zabytków Krakowa. Gmina pozyskała teren o powierzchni łącznie 2,6605 ha w zamian za nieruchomości o łącznej powierzchni 0,1897 ha położone przy ulicy Lwowskiej, z dopłatą na rzecz gminy kwoty 270 870,60 zł. Ponadto miasto dokonało zakupu gruntu o łącznej powierzchni 0,2374 ha z tzw. dworem Bemów przy ulicy Mochnackiego 71 za kwotę 1 976 200,00 zł. Deklarowano również starania o wpisanie nieruchomości objętych Parkiem Duchackim do rejestru zabytków i objęcie ich ochroną konserwatorską.
W grudniu 2020 roku ukończono rewitalizację pierwszej części parku. Zrealizowano wówczas drewniane pomosty nad stawami, drewnianą altanę, alejki oraz elementy małej architektury, w tym ławki i kosze na śmieci. Uporządkowano istniejącą zieleń, wykonano również nowe nasadzenia głównie krzewów między istniejącymi drzewami.
W 2021 roku rozpoczęto prace przy realizacji drugiej części Parku Duchackiego. Ukończono je, wraz z otwarciem tej części 29 lipca 2022 roku. Wydarzeniu, organizowanemu przez Zarząd Zieleni Miejskiej, Muzeum Podgórza oraz Stowarzyszenie Przyjaciół Woli Duchackiej, towarzyszyły rozmaite atrakcje, m.in: warsztaty przyrodnicze, spacer historyczny, poczęstunek oraz występ zespołu Earthwins. W ramach realizacji drugiej części założenia zagospodarowano teren o powierzchni 1,5 ha, a więc około połowy łącznej powierzchni parku. Rozebrano ruiny dawnego spichlerza. Początkowe plany zakładały odbudowę obiektu na tradycyjnych fundamentach ławowych, jednak głównie w celu ochrony dwóch, rosnących obok, jesionów wyniosłych ostatecznie zdecydowano się zastosować fundamenty palowe. Odbudowany budynek mieści m.in. ogólnodostępną toaletę. Ponadto uporządkowano otoczenie odbudowanego spichlerza, odnowiono fragment parku od stawów do spichlerza, czyli tzw. ogród i sad, zrealizowano alejki, plac zabaw, siłownię zewnętrzną, ustawiono elementy małej architektury. Prace w Parku Duchackim ZZM wyszczególnił w budżecie na rok 2022 jako trzy zadania na łączną kwotę ponad półtora miliona złotych. Dokładnie 555 555 złotych z tej kwoty pochodzi z budżetu obywatelskiego Miasta Krakowa.
14 kwietnia 2023 roku w godzinach wieczornych w budynku tzw. starego dworu Bemów na terenie parku wybuchł pożar. W jego wyniku niemal doszczętnie spłonął dach obiektu. W ciągu kilku lat przed wydarzeniem obiekt pozostawał opuszczony, systematycznie ulegał dewastacji. W momencie pożaru remont zabytkowego dworu znajdował się w planach ZZM. Wymieniano różne koncepcje zagospodarowania budynku po renowacji, m.in. jako siedziby ZZM, Stowarzyszenia Przyjaciół Woli Duchackiej lub przeznaczenia na cele muzealno-wystawiennicze. Jednostka szacowała koszty remontu na około 15 mln złotych.

## Galeria

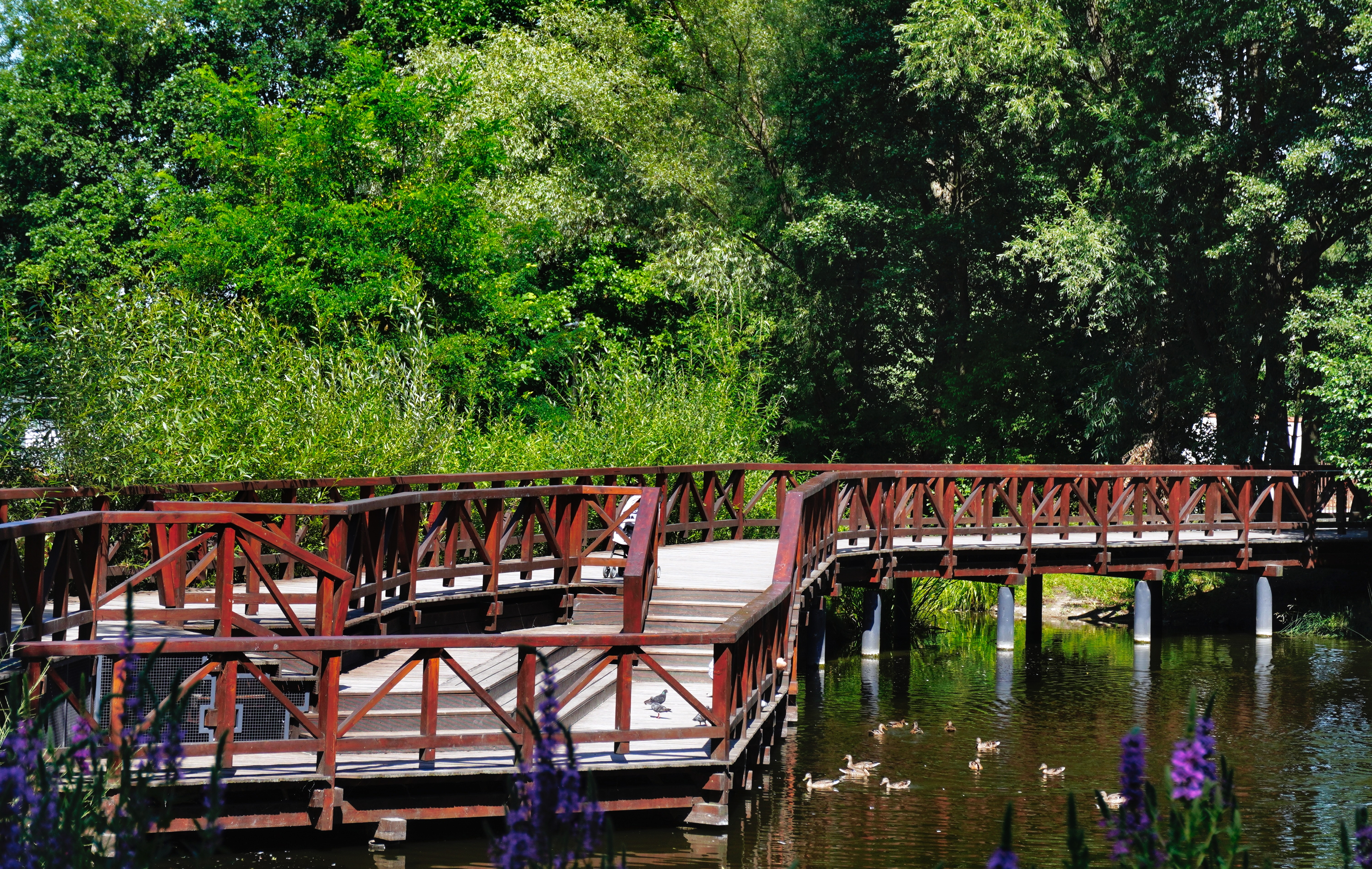
Drewniane pomosty nad stawem
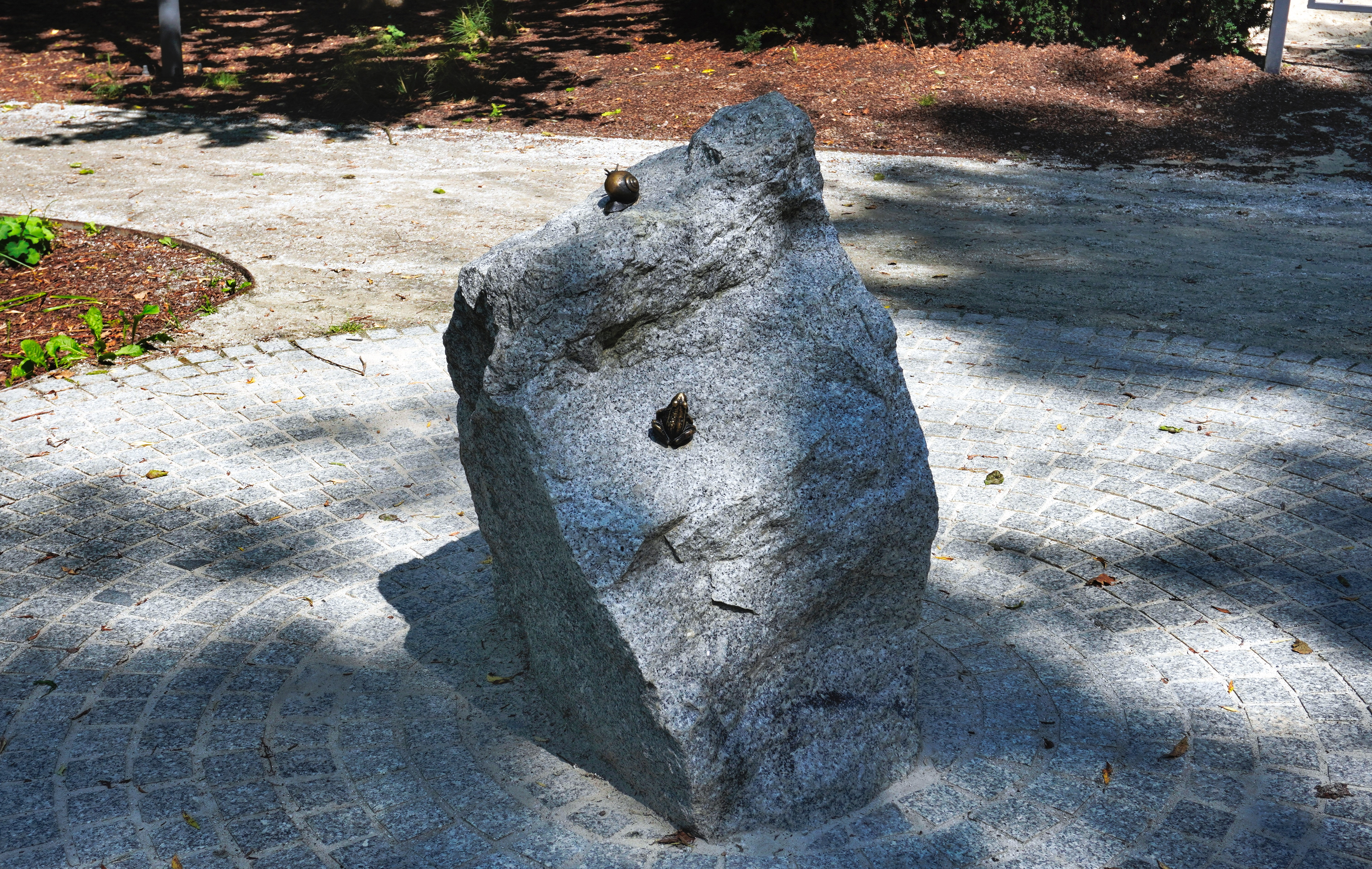
Rzeźba – głaz z figurkami żaby i ślimaka
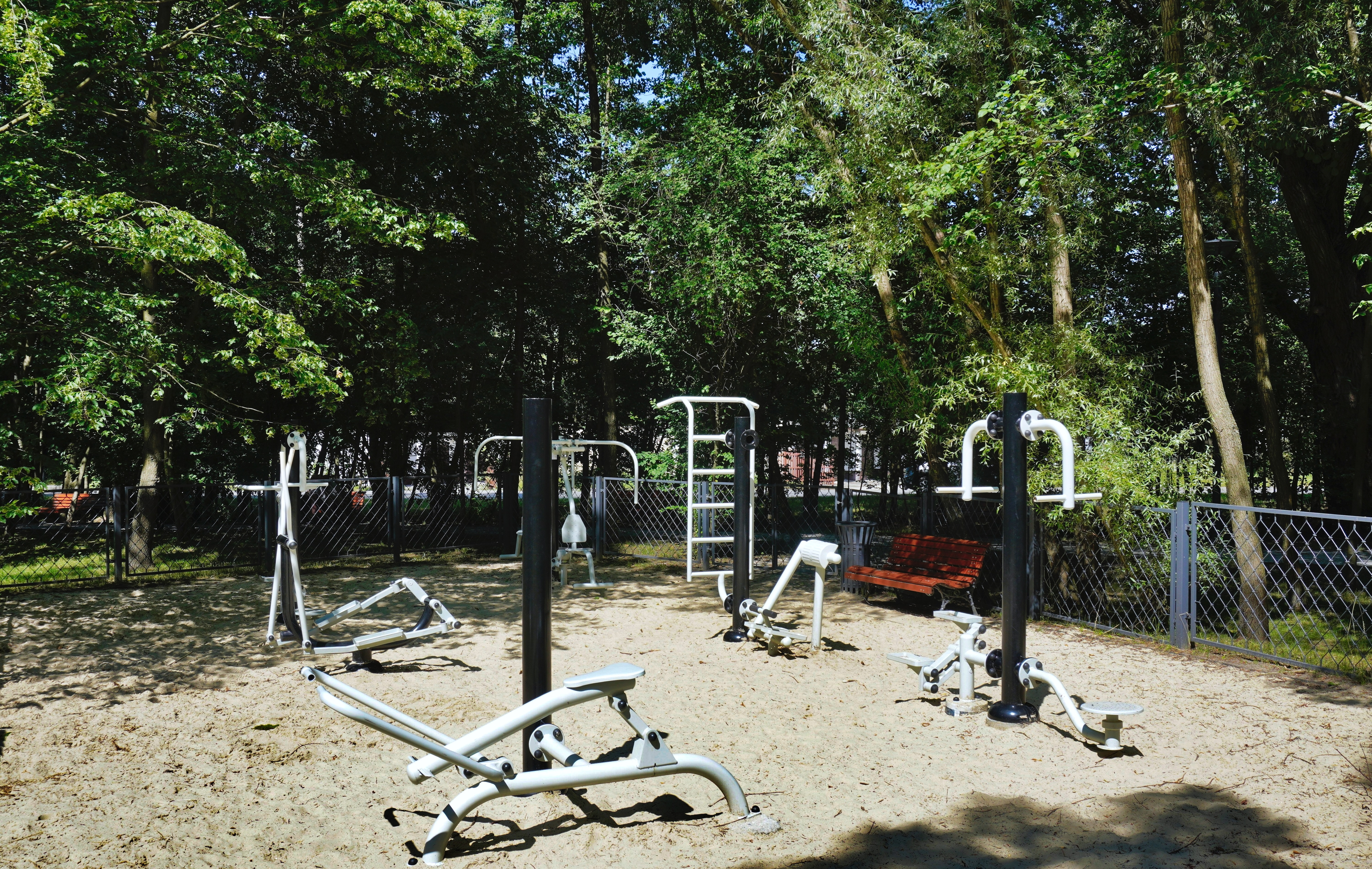
Siłownia zewnętrzna
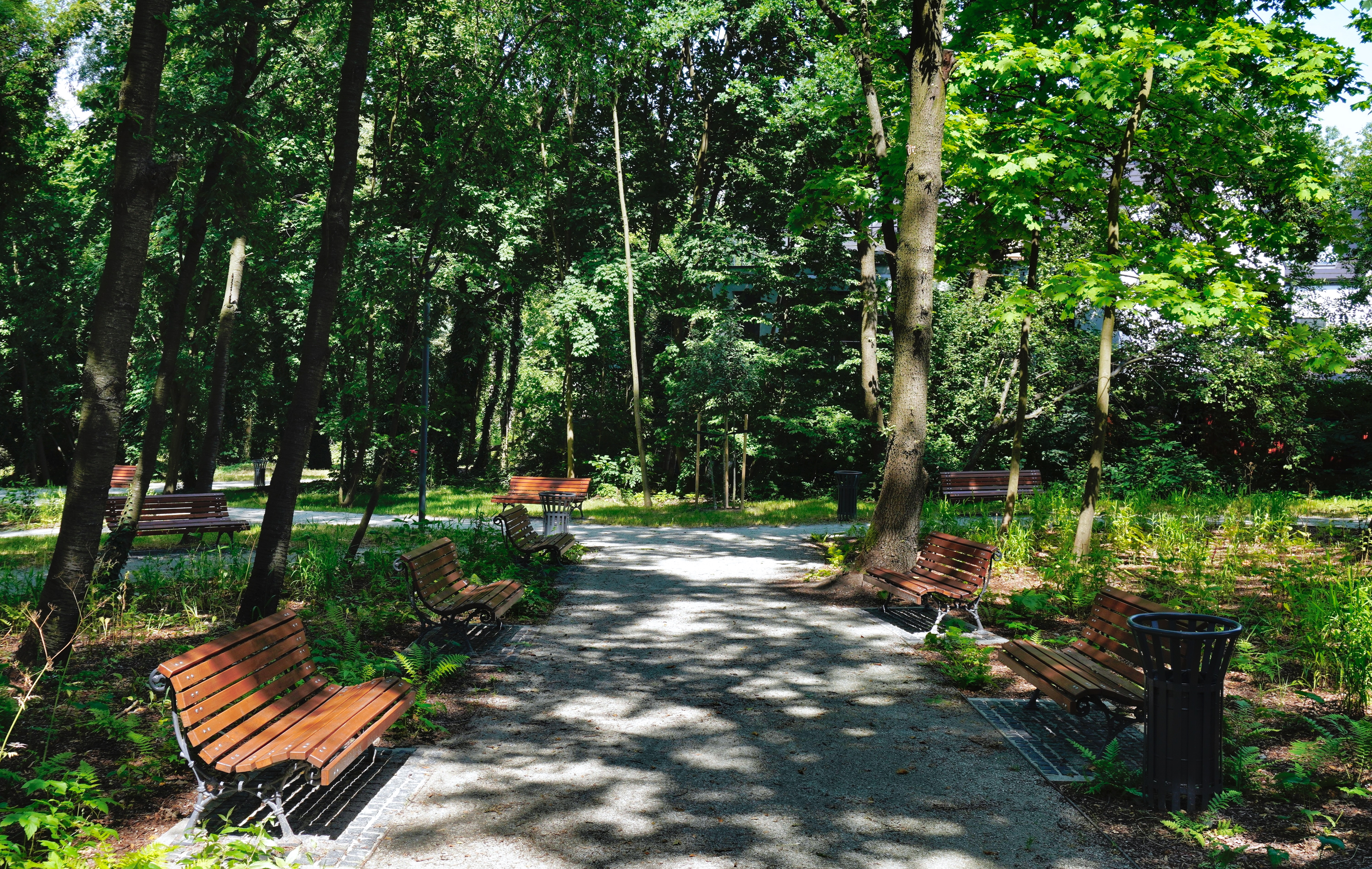
Ogólny widok, aleja w południowej części parku
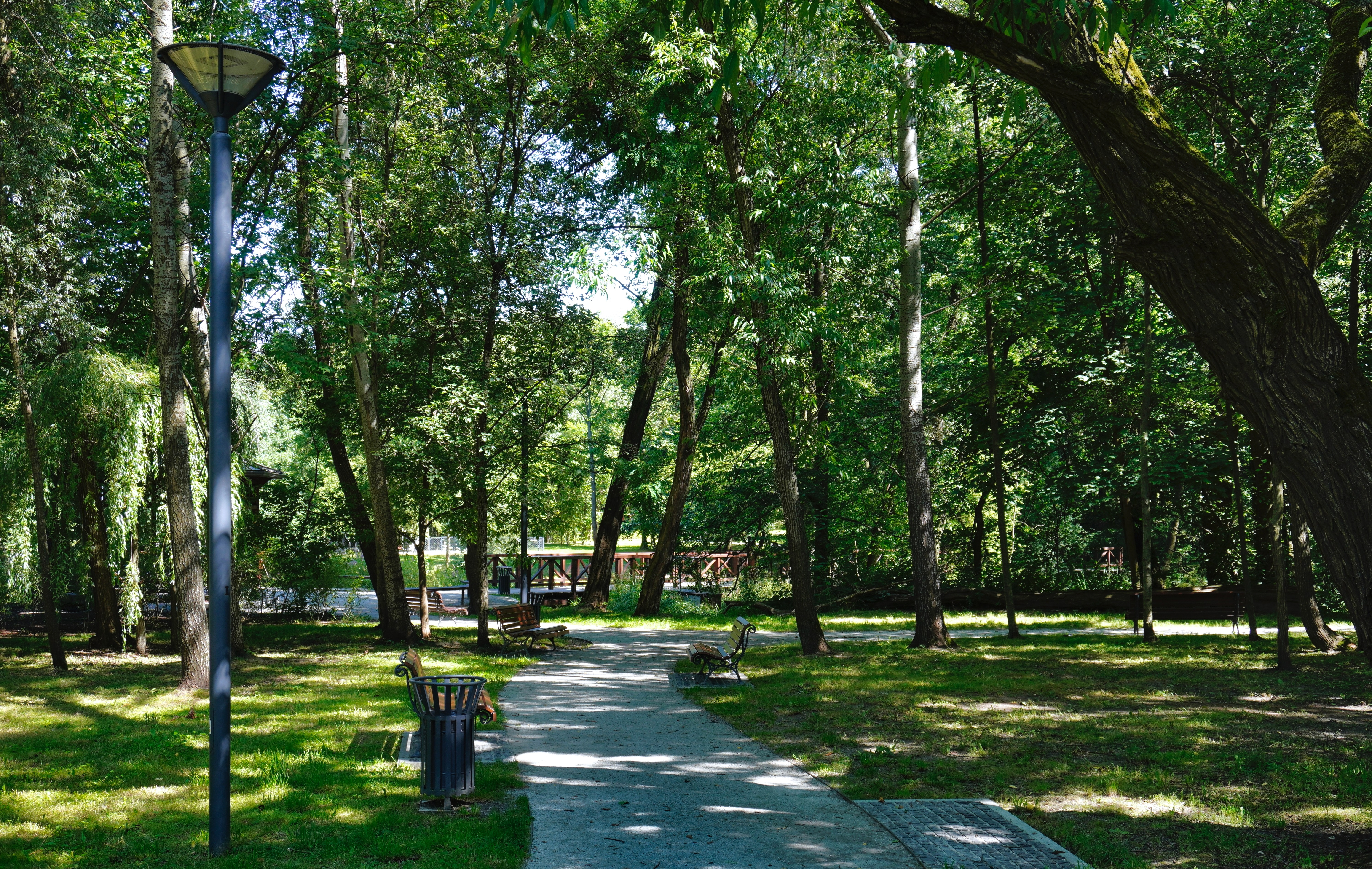
Ogólny widok, aleja w północnej części parku